# Acentria
Acentria es un gènere monotípic de lepidòpters ditrisis de la família dels cràmbids (Crambidae) descrit per James Francis Stephens el 1829. La seva única espècie, Acentria ephemerella, va ser descrita per Michael Denis i Ignaz Schiffermüller el 1775. S'utilitza com a agent de control biològic de plagues contra la planta aquàtica nociva coneguda com a llapó anguilenc (Myriophyllum spicatum).

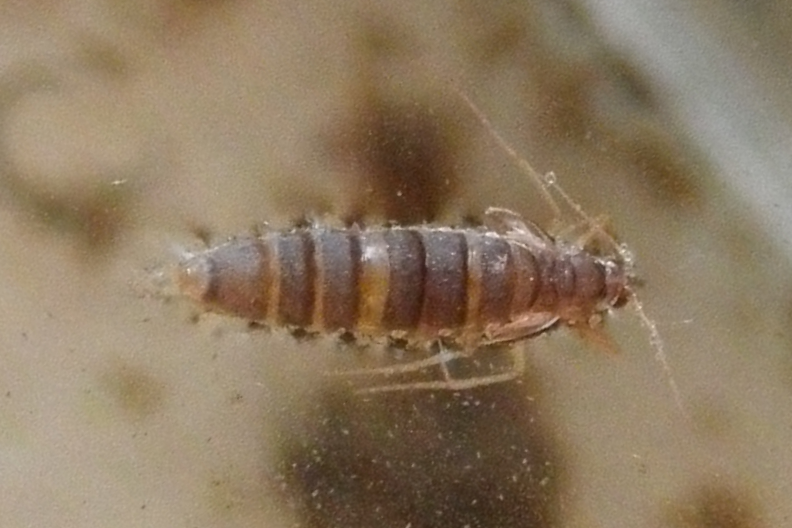
Femella sense ales
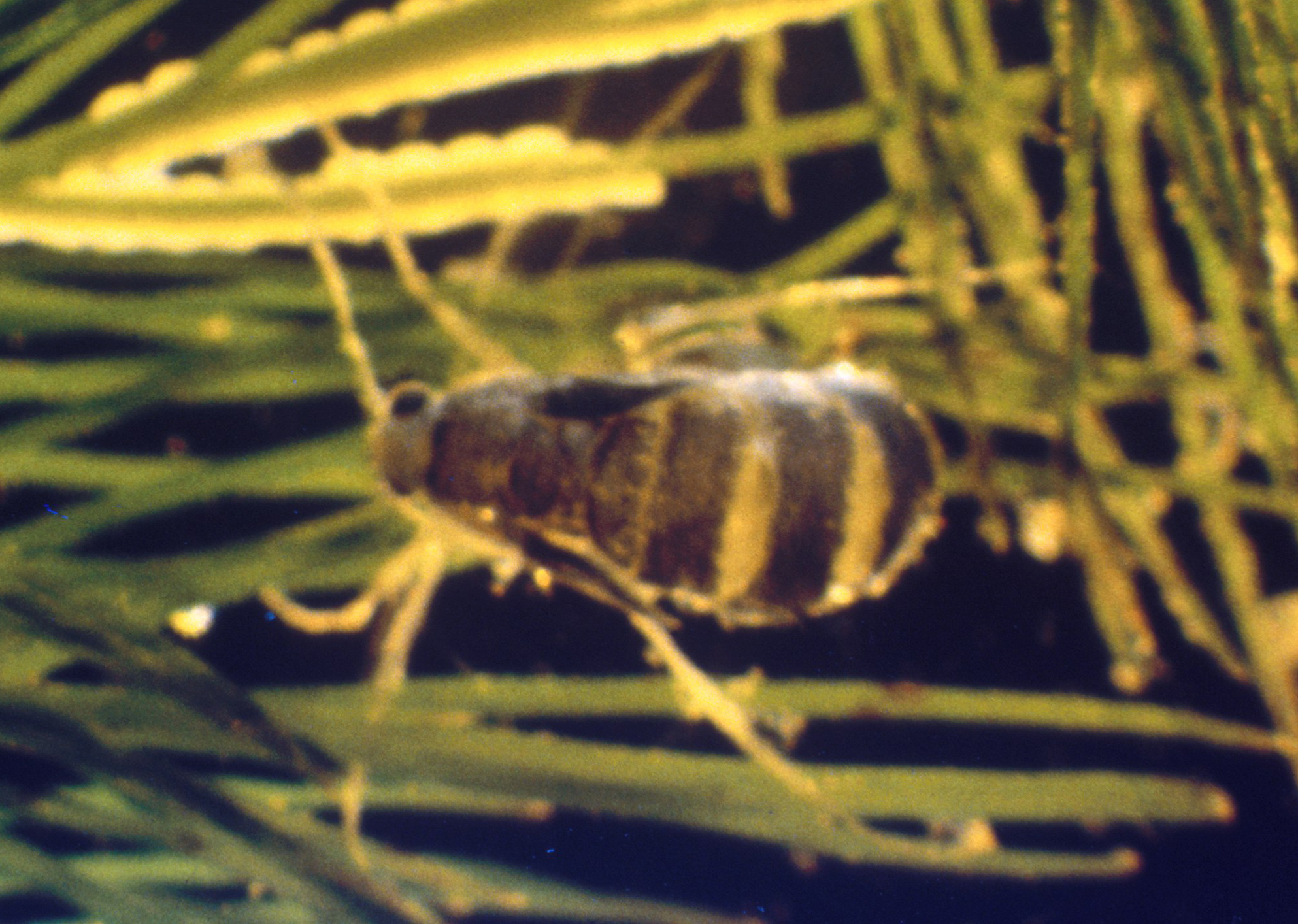
Mascle sense ales
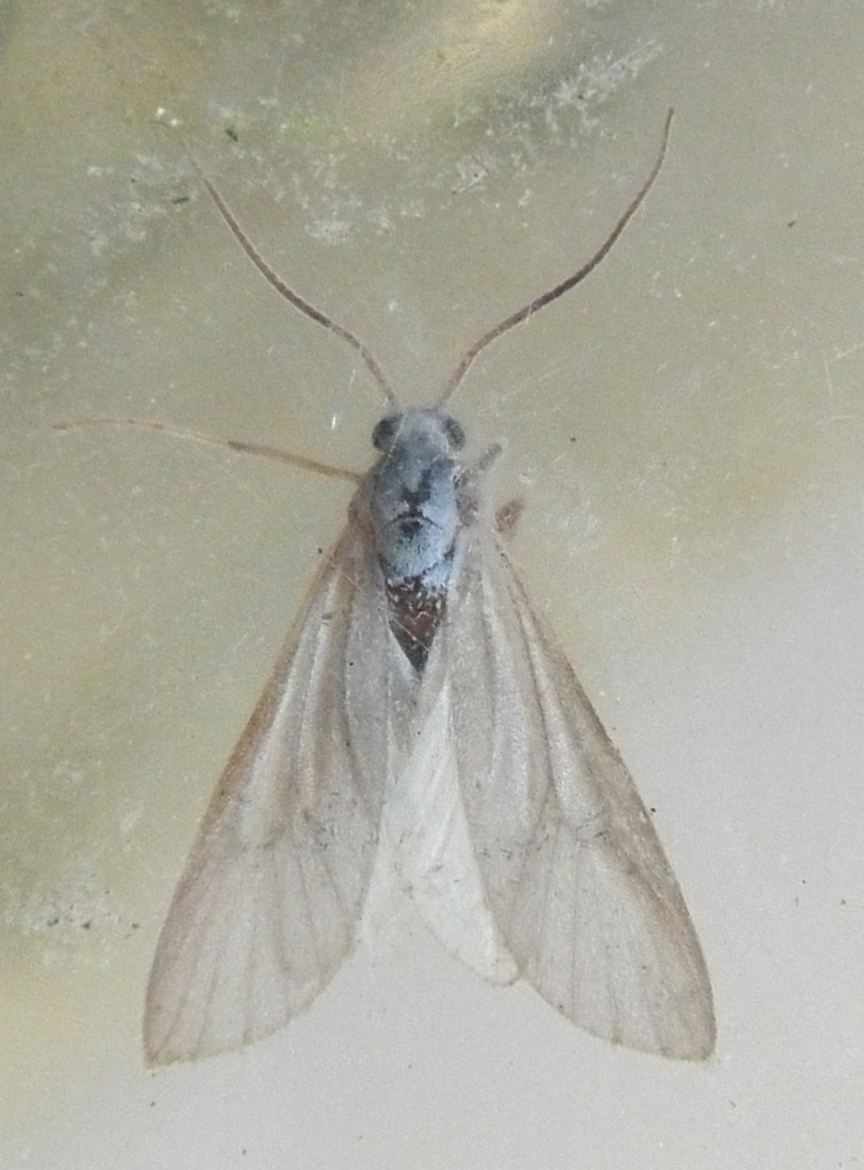
Mascle amb ales

## Història natural
El mascle adult és una arna blanca amb una envergadura d'uns 12 mil·límetres. Hi ha dues morfologies femenines. La majoria de les femelles no tenen ales i viuen a la superfície de l'aigua o simplement submergides. Algunes femelles tenen ales més llargues i volen. Aquest és un insecte aquàtic; la major part del seu cicle de vida es produeix a l'aigua. La femella es fertilitza a la superfície i se submergeix per a pondre masses d'ous en plantes aquàtiques, com el miriofil·le (Myriophyllum). La larva emergeix i s'aferra a la tija de la planta, enganxant material vegetal per crear un refugi. Trosseja les tiges a mesura que s'alimenta, el que causa un dany important a la planta, ja que les tiges i les fulles moren o es trenquen. Les larves passen l'estat de pupa dins d'un capoll submarí ple d'aire. Després de sortir del capoll, els mascles i les femelles alades neden cap a la superfície de l'aigua i volen lluny.
Aquesta arna s'utilitza com a agent de biocontrol del miriofil·le, però amb cura, perquè amb la manca d'especificitat de l'amfitrió, atacarà a altres espècies de plantes, incloses les natives. Tendeix a preferir el llapó anguilenc sobre altres plantes. Aquesta és una arna europea, però es va trobar al Canadà en la dècada del 1920, on probablement es va introduir accidentalment. Està establert en gran part del nord-est dels Estats Units, on sembla que té la capacitat de reduir infestacions de miriofil·le.